# Artecont
Artecont ist eine Kunstgalerie auf der Wiener Ringstraße (Opernring 21).
Geführt wird sie vom Galeristen Herwig Dunzendorfer.
Ausgestellt werden zeitgenössische österreichische und internationale Künstler aus Deutschland, Syrien, Indien und Japan.
Die Ausstellungen finden im Sechs- bis Acht-Wochen-Rhythmus statt und zeigen Kunst ab 1945.

## Künstler
- Irene Andessner
- Mario Dalpra
- Johann Feilacher
- Jakob Gasteiger
- Franz Grabmayr
- Robert Hammerstiel
- Karl Korab
- Rudolf Leitner-Gründberg
- Jürgen Messensee
- Alois Mosbacher
- Maria Moser
- Osamu Nakajima
- Peter Pongratz
- Drago J. Prelog
- Markus Riebe
- Robert Schaberl
- Helmut Swoboda
- Bernhard Tragut
- Manfred Wakolbinger
- Rainer Wölzl
- Bernd Zimmer